# لیگ برتر فوتبال انگلستان ۱۱–۲۰۱۰
لیگ برتر انگلستان ۱۱–۲۰۱۰ نوزدهمین دوره لیگ برتر فوتبال انگلستان است. این فصل لیگ برتر از ۱۴ آگوست ۲۰۱۰ شروع و تا ۲۲ می ۲۰۱۱ ادامه داشت. منچستر یونایتد با ۸۰ امتیاز قهرمان این دوره لیگ شد.

## تغییر قوانین
از این فصل لیگ برتر به بعد تغییری در قوانین بازیکنان هر تیم به وجود آمد به این ترتیب که هر تیم بعد از بسته شدن پنجره نقل و انتقالات تابستانی مجاز به داشتن ۲۵ بازیکن است. همچنین بازیکنانی با سن ۲۱ و کمتر می‌توانند بدون لحاظ شدن در لیست ۲۵ نفره در تیم باشند.
همچنین در این فصل قانون بازیکنان پرورش یافته در خانه نیز اجرا می‌شود که برای بالا بردن سطح پرورش بازیکنان جوان در لیگ برتر به اجرا در می‌آید. منظور از این قانون این است که هر باشگاه می‌بایست حداقل ۸ بازیکن در لیست ۲۵ نفره خود داشته باشد که محصول خود باشگاه باشند.

## تیم‌ها
هفده تیم از بیست و یک تیم حاضر در رقابت‌ها از فصل قبل لیگ برتر هستند و سه تیم دیگر یعنی نیوکاسل یونایتد؛ وست برومویچ آلبیون و بلکپول تیم‌های صعود کرده از لیگ دسته یک انگلستان می‌باشند.

### خلاصه‌ای از تیم‌ها

#### ورزشگاه‌ها
| تیم                | محل         | ورزشگاه               | ظرفیت ورزشگاه۱ |
| ------------------ | ----------- | --------------------- | -------------- |
| آرسنال             | لندن        | ورزشگاه امارات        | ۶۰٬۳۶۱         |
| استون ویلا         | بیرمنگام    | ویلا پارک             | ۴۲٬۷۸۸         |
| بیرمنگام           | بیرمنگام    | ورزشگاه سنت آندرو     | ۳۰٬۰۷۹         |
| بلکبرن راورز       | بلکبرن      | ایوود پارک            | ۳۱٬۳۶۷         |
| بلکپول             | بلک پول     | ورزشگاه بلومفیلد رود  | ۱۶٬۲۲۰         |
| بولتون واندررز     | بولتون      | ورزشگاه ریباک         | ۲۸٬۷۲۳         |
| چلسی               | لندن        | ورزشگاه استمفورد بریج | ۴۲٬۴۴۹         |
| اورتون             | لیورپول     | گودیسون پارک          | ۴۰٬۱۵۷         |
| فولام              | لندن        | ورزشگاه کریون کاتج    | ۲۵٬۷۰۰         |
| لیورپول            | لیورپول     | آنفیلد                | ۴۵٬۲۷۶         |
| منچستر سیتی        | منچستر      | ورزشگاه شهر منچستر    | ۴۷٬۴۰۵         |
| منچستر یونایتد     | منچستر      | الدترافورد            | ۷۵٬۹۵۷         |
| نیوکاسل یونایتد    | نیوکاسل     | سنت جیمز پارک         | ۵۲٬۳۸۷         |
| استوک سیتی         | استوک       | ورزشگاه بریتانیا      | ۲۸٬۳۸۳         |
| ساندرلند           | ساندرلند    | ورزشگاه آف لایت       | ۴۹٬۰۰۰         |
| تاتنهام هاتسپر     | لندن        | ورزشگاه وایت هارت لین | ۳۶٬۲۳۰         |
| وست برومویچ        | وست برومویچ | ورزشگاه هاوتورنز      | ۲۸٬۰۰۰         |
| وستهام یونایتد     | لندن        | ورزشگاه بولین گراند   | ۳۵٬۳۰۳         |
| ویگان اتلتیک       | ویگان       | ورزشگاه دی دابلیو     | ۲۵٬۱۳۳         |
| ولورهمپتون واندررز | ولورهمپتون  | ورزشگاه مولینکس       | ۲۹٬۱۹۵         |

- ۱ براساس فصل ۲۰۰۹-۲۰۱۰